# Gerhard Eichhorn
Gerhard Eichhorn (* 3. Mai 1927 in Judenbach; † 15. Dezember 2015) war ein deutscher Grafiker, Maler und Zeichner.

## Leben
Gerhard Eichhorn besuchte 1942/43 und von 1945 bis 1947 die Fachschule für angewandte Kunst in Sonneberg mit dem Abschluss zum Keramikmodelleur. 1950 bis 1955 absolvierte er ein Studium für Grafik an der Hochschule für Grafik und Buchkunst in Leipzig bei Elisabeth Voigt, Heinz Eberhard Strüning und Heinz Wagner. Er legte 1955 bis 1958 eine Aspirantur bei Hans Mayer-Foreyt ab, parallel dazu leitete er die Abendklasse Aktzeichnen. In den Jahren 1959 bis 1964 war er Lehrer an der Fachschule für angewandte Kunst Leipzig und 1966 bis 1992 Dozent an der Hochschule für Grafik und Buchkunst Leipzig sowie Leiter der Werkstatt für Radierungen und Kupferstich. Seit 1968 war er auch Leiter der Abteilung Malerei und Grafik. Ab dem Jahr 1976 war er Prorektor und ab 1978 außerordentlicher Professor dieser Lehranstalt. Von 1964 bis 1970 war er Vorsitzender der Bezirksorganisation Leipzig des Verbandes Bildender Künstler der DDR und von 1955 bis 1990 Mitglied desselben. Eichhorn hatte in der DDR eine große Zahl von Einzelausstellungen und Ausstellungsbeteiligungen, u. a. von 1958 bis 1978 an den Deutschen Kunstausstellungen bzw. Kunstausstellungen der DDR in Dresden.

## Ehrungen
- 1969 Verdienstmedaille der DDR
- 1987 Vaterländischer Verdienstorden in Silber

## Darstellung Eichhorns in der bildenden Kunst
- Bernhard Heisig: Der Maler Gerhard Eichhorn (Lithografie, 75 × 55 cm, 1966)[3]

## Fotografische Darstellung Eichhorns
- Klaus Morgenstern: Gerhard Eichhorn[4]

## Werke (Auswahl)

### Tafelbilder
- Porträt Fräulein M. (Öl, 1962)[5]
- Arbeiter (Öl, 1967)[6]
- Stillleben (Öl, 1967)[7]

### Druckgrafik
- Aus dem Kampf der Arbeiterklasse (Zyklus von Lithografien, um 1958) u. a.[8][9]
- Maria Curie-Sklodowska (um 1975)[10]

### Baugebundenes Werk
- Wandmalerei in der Bar des Hotels Deutschland in Leipzig (1965)